# Palermo
Palermo (sicilsky Palermu) je páté největší italské město, hlavní město oblasti Sicílie a Metropolitního města Palermo. Konurbace kolem Palerma má okolo miliónu obyvatel. Průměrná nadmořská výška je asi 1 m. K 31. srpnu 2020 bylo na území města registrováno 642 809 obyvatel.

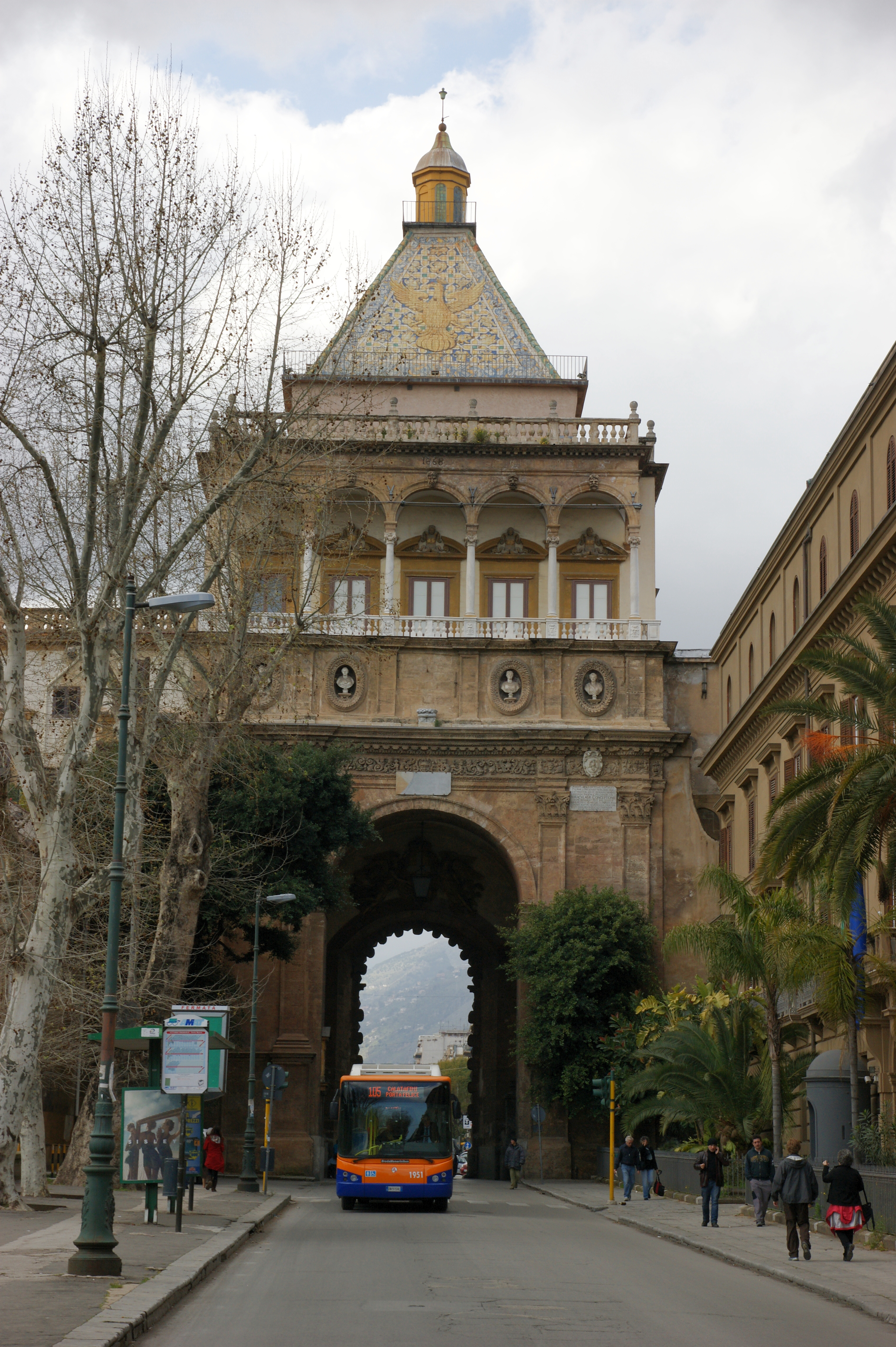
Porta Nuova

Rozlehlé město leží v uměle zavlažované nížině Conca ď Oro (Zlatá mušle), lemované pahorky. Pro historické jádro je typická kombinace normanské a orientální architektury, baroka, historických zahrad a parků.

## Historie
Město založili v 7. století př. n. l. Féničané jako obchodní překladiště, později zde Řekové vybudovali přístav s názvem Panormos (v překladu značí „přístav pro všechny“). V roce 254 př. n. l. dobyli město Římané, před tím zde pobývali Kartáginci. Po zániku římské říše Palermo převzali Vandalové, následně Ostrogóti, v roce 535 se stalo součástí Byzantské říše. V té době obyvatelstvo Palerma tvořili především Římané, Řekové a Kartáginci. V roce 831 dobyli město Arabové. V této době žilo ve městě okolo 300 000 obyvatel. V roce 1072 získali Palermo Normané. Roger I. vybudoval přepychový královský palác s proslulou Capellou Palatinou a v letech 1184 až 1185 zde byla znovuvybudována katedrála. Za normanské nadvlády zažilo město období největšího rozkvětu. Ve městě žili v toleranci Arabové, Byzantinci i Židé. Po vymření normanské dynastie v roce 1194 přešla vláda do rukou Štaufů, po nich v roce 1266 získali město Anjouovci. Jejich nadvláda skončila v roce 1282 lidovým povstáním nazývaným sicilské nešpory. Palermo a celou Sicílii následně ovládli Aragonci. Spravovali ji prostřednictvím místokrálů. V 18. století se Palermo dostalo pod nadvládu Neapole a následně Bourbonů. V roce 1860 město obsadil Garibaldi a od roku 1861 se stalo součástí Italského království a následně Itálie. Od roku 2015 je město zapsané na seznamu Světového kulturního dědictví UNESCO.

## Město, památky a zajímavosti
- K památkám patří kostel San Giovanni degli Eremiti s pěti orientálními kupolemi, mešitou a jedinečnou křížovou chodbou.
- Na náměstí Piazza Indipendenza (severozápadně) se nachází Palazzo Reale neboli Palazzo dei Normanni, ve kterém má své sídlo regionální vláda a také Muzeum astronomie. Původní arabskou stavbu Normané rozšířili a učinili ji centrem své moci. Uvnitř se nachází sál Sala di Ruggero a kaple Cappella Palatina. K výzdobě byl použit mramor, zlato, dřevo i sklo – k vidění jsou mozaiky s přírodní tematikou i mozaikové podlahy, mramor inkrustovaný zlatem i intarzovaný, dřevěné arabské řezby na stropě, velikonoční svícen či mozaikové kazatelny. Největší Zlatá mozaika zobrazuje byzantského Pantokratora, Krista Všemohoucího.
- Na náměstí Piazza Cattedrale stojí katedrála Santa Vergine Maria Assunta, kterou postavili v 2. polovině 12. století Normané na místě arabské mešity (která byla přestavěna z křesťanského kostela). V exteriéru se mísí gotika s islámskými a katalánskými prvky, interiér je neoklasicistní. Většinu skulptur vytvořil Antonello Gagini. V pravé kapli se nachází šest královských hrobek i porfyrový náhrobek Friedricha II.
- Chrámový poklad obsahuje náčiní, mešní roucha a šperky, nejcennější je zlatý diadém zdobený perlami a drahokamy, vyzdvižený v 18. století z hrobky Constanze Aragonské, choti císaře Friedricha II.
- V korunovační lóži (Loggia della Incoronazione) vlevo od katedry se po korunovaci ukazovali lidu normanští králové. Naproti stojí Palazzo Arcivescovile z 15. století s muzeem a obrazárnou.
- Východně odtud se nachází nejstarší jezuitský chrám na Sicílii Il Gesu (1564-1633), který je ukázkou sicilského baroka. V interiéru se střídají mramorové intarzie a řezby se štukovou výzdobou. Dále následuje normanský kostel San Salvatore s bohatou vnitřní výzdobou a opodál stojí barokní palác Belmonte Riso a jezuitská kolej z 2. poloviny 16. století, dnešní Národní knihovna.
- Křižovatka hlavních ulic Corso V. Emanuele a Via Maqueda vytváří na náměstí Quattro Canti střed starého města. Sloupová bazilika San Giuseppe dei Teatini obsahuje barokní výzdobu: mramor inkrustovaný zlaceným bronzem, dvě velké křtitelnice podpírané anděly, kříž ze slonoviny a achátů nad hlavním oltářem a klenbu zdobenou freskami.
- Poblíž ulice Via Cavour se nachází Museo Archeologico. V jeho sbírkách je zastoupena prehistorie, období Etrusků i klasická antika, k exponátům se řadí reliéfy a další památky ze Selinunte (4. století př. n. l.). Nedaleko odtud stojí Oratorio di Santa Zita se štukovou výzdobou G. Serpotta, připomínající námořní bitvu křesťanů proti Turkům u Lepanta.
- Silnice stoupající na Monte Pellegrino (600 m) vede k jeskyni přeměněné v kapli. Podle pověsti zde žila svatá Rozálie jako kajícnice až do své smrti v roce 1166. Protože její zjevení o 500 let později údajně zahnalo na ústup epidemii moru, byla Rozálie prohlášena za svatou a stala se patronkou města. Každoročně je u kaple oslavována velkým procesím.

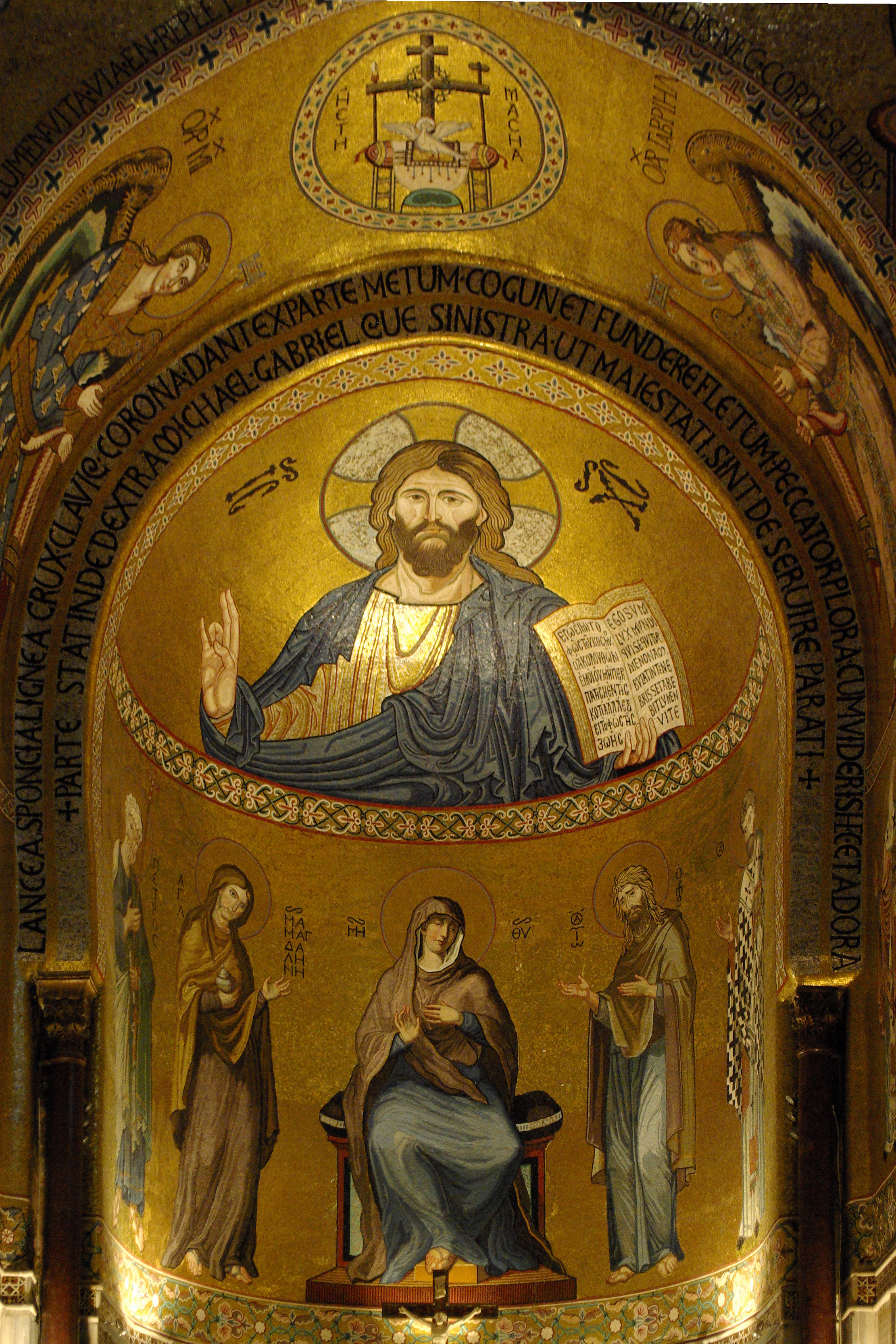
Capella Palatina

- Museo delle Marionette (u exotického Garibaldiho parku) vystavuje více než 3000 loutek ze všech koutů světa, vyrobených z nejrůznějších materiálů, například loutky stínového divadla (Indie, Thajsko), pergamenové (Japonsko, Kambodža) nebo loutky na hůlkách (Mali).
- Poblíž se nalézá rovněž Palazzo Chiaramonte ze 14. století, jakýsi stavební vzor pro celou Sicílii. V nedalekém Palazzo Abatelis z 15. století je k vidění obraz Zvěstování (Antonello da Messina) a vzácná freska Triumf smrti o rozměrech 600x642 cm.
- Zahrada Orto botanico východně od železničního nádraží na ploše 10 ha představuje zástupce vegetačních oblastí celého světa.
- Při svátku U fistinu di santa Rosalia v polovině července si obyvatelé připomínají průvodem a ohňostrojem na moři patronku města sv. Rozálii. Od roku 1906 se zde pořádá automobilový závod Targa Florio, v říjnu jezdecký Pohár šampionů a v listopadu světový pohár šermířů Trofeo Trinacria.
- O Velikonocích se slaví svátky se starými pohanskými zvyky – jižně od Palerma se v obci Prizzi pořádá Tanec s ďábly (Ballo dei diavoli). Jejich masky jsou ohyzdné a strašidelné, původně měly vyvolávat zlobu mrtvých. Večer za svitu svící recitují herci Inferno z Dantovy Božské komedie.
- V moři severně od Palerma se nachází ostrov Ustica (9 km2) s jeskyněmi, plážemi a průzračným mořem.
- V Bagherii (15 km od Palerma) se na Piazza Garibaldi nachází Villa Palagonia z počátku 18. století s kamennými karikaturami a podivnými figurami na obvodových zdech a dále Villa Valguarnera (Cattolica). Jižně leží Altavilla Mílicia, kde mají v muzeu kolem 400 kuriózně namalovaných krabiček od sardinek.

## Vývoj počtu obyvatel

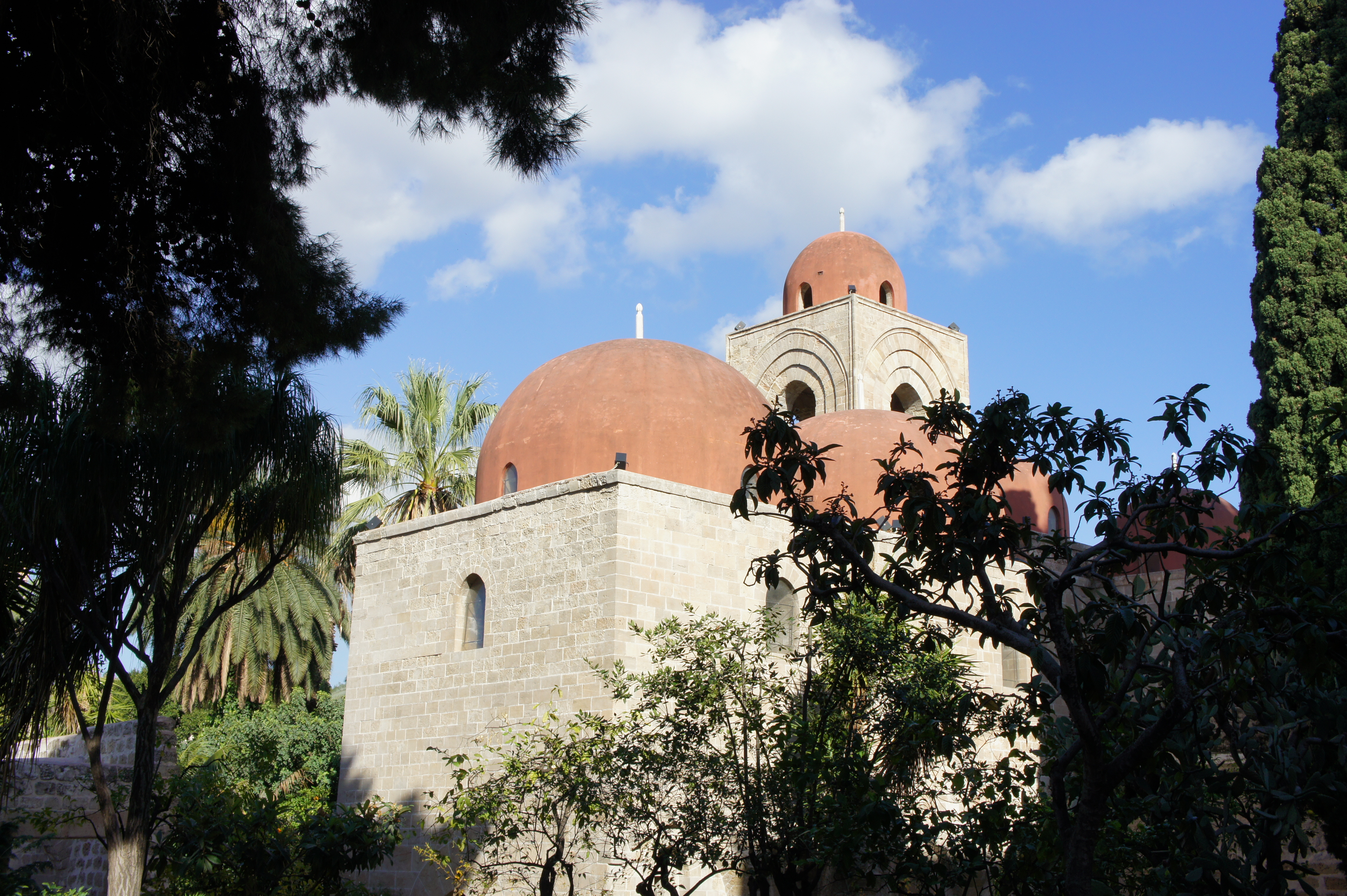
San Giovanni degli Eremiti

Počet obyvatel

## Fotbalové kluby
- US Città di Palermo

## Slavní rodáci
- Olivie z Palerma (asi 448–463), křesťanská mučednice
- Svatá Rozálie (asi 1130–1166), křesťanská světice, patronka Palerma
- Alessandro Scarlatti (1660–1725), italský barokní skladatel, zakladatel neapolské operní školy
- Alessandro Cagliostro (1743–1795), italský okultista, šarlatán a podvodník
- Ferdinand II. Neapolsko-Sicilský (1810–1859), v letech 1830 až 1859 třetí král Obojí Sicílie
- Stanislao Cannizzaro (1826–1910), italský chemik, vysokoškolský učitel, objevitel Cannizzarovy reakce
- Gaetano Mosca (1858–1941), italský politický vědec, žurnalista a byrokrat, spoluzakladatel italské školy elitářství
- Vittorio Emanuele Orlando (1860–1952), italský politik a diplomat, premiér Itálie v letech 1917–1919
- Giuseppe Tomasi di Lampedusa (1896–1957), italský spisovatel
- Carlo Gambino (1902–1976), italsko-americký mafián a boss
- Tommaso Buscetta (1928–2000), sicilský mafián, únosce, obchodník s drogami a zločinec
- Giovanni Falcone (1939–1992), italský prokurátor, vůdčí postava boje proti organizovanému zločinu v Itálii
- Sergio Mattarella (* 1941), italský politik, úřadující prezident Italské republiky od roku 2015
- Mario Balotelli (* 1990), italský profesionální fotbalista ghanského původu
- Marco Cecchinato (* 1992), italský profesionální tenista

## Partnerská města
- Tbilisi, Gruzie